# Бобров, Викторин Флавианович
Викторин Флавианович Бобров (1884—1946) — специалист в области технологии самолётостроения и организации подготовки инженерных кадров.

## Биография
Родился 26 апреля (8 мая по новому стилю) 1884 года. Брат Флавиана Боброва.
Общее образование получил в Саратовском Александро-Мариинском реальном училище. Выпускник механического отделения КПИ в 1910.
В 1920—1922 годы возглавлял государственный авиационный завод № 12 в Киеве.
Являлся ректором Киевского политехнического института в 1921—1929. Заведующий кафедрой «Производство самолётов» МАИ в 1933—1940, директор Московского авиационного института в 1936—1937.
Награждён орденом Трудового Красного Знамени (1945).